# Platany w Ogrodzie Dendrologicznym w Poznaniu
Platany w Ogrodzie Dendrologicznym – pomnik przyrody, grupa dwóch platanów klonolistnych, rosnąca w Ogrodzie Dendrologicznym Uniwersytetu Przyrodniczego w Poznaniu na Sołaczu. 

## Charakterystyka
Pierwszy z platanów jest zlokalizowany przy ogrodzeniu od strony ul. Warmińskiej i widoczny bez konieczności wchodzenia do ogrodu. Według Radosława Jarosa należy do najpiękniejszych drzew w mieście z uwagi na imponujące rozmiary (obwód: 437 cm, wysokość: 27 m) i idealny pokrój. Cały pień i główne konary pokryte są bluszczem pospolitym. Kilka gałęzi jest uschniętych, reszta drzewa pozostaje zdrowa. Drugi platan rośnie bardziej w głębi ogrodu, pozbawiony jest bluszczu i ma wymiary – obwód: 355 cm, wysokość: 30 m. Wiek drzew szacuje się na 110-130 lat, co wskazuje na to, że rosły tu one na długo przed stworzeniem Ogrodu Dendrologicznego (1919). Platanom towarzyszy kilkaset innych interesujących drzew i krzewów, w tym Narodowa Kolekcja Rubus (największa w Europie). 
W pobliżu znajdują się:  ogród farmakognostyczny, Park Sołacki, dolina Bogdanki i Kolegium Cieszkowskich i Kolegium Rungego.